# Juncus brasiliensis
Juncus brasiliensis är en tågväxtart som beskrevs av Maurice A.F. Breistroffer. Juncus brasiliensis ingår i släktet tåg, och familjen tågväxter. Inga underarter finns listade i Catalogue of Life.